# Livingston Taylor
Livingston Taylor, född 21 november 1950 i Boston, Massachusetts, USA, amerikansk musiker, gitarrist och kompositör.
Taylor är bror till syskonen Alex Taylor, Kate Taylor och James Taylor, som alla var för sig har spelat in album.

## Diskografi
- Livingston Taylor (1970)
- Liv (1971)
- Over the Rainbow (1973)
- Three Way Mirror (1978)
- Echoes (1979)
- Man's Best Friend (1980)
- Life Is Good (1988)
- Our Turn to Dance (1991)
- Good Friends (1993)
- Unsolicited Material (1994) (live)
- Bicycle (1996)
- Ink (1997)
- Carolina Day: The Livingston Taylor Collection (1998) (samlingsalbum)
- Snapshot (1999) (live)
- There You Are Again (2005)
- Last Alaska Moon (2010)